# Coccymys shawmayeri
Coccymys shawmayeri — вид гризунів родини мишеві (Muridae). Вважається підвидом Coccymys ruemmleri кількома авторами.

## Характеристика
Гризун невеликого розміру, з довжиною голови й тіла між 87 і 107 мм, довжина хвоста між 132 і 177 мм, довжина стопи від 24 до 27 мм і довжина вух між 16 і 20 мм.
Хутро м'яке. Верхні частини тіла темно-коричневого кольору. Є темні кільця навколо очей і на носі, де є вуса. Інші частини лиця сірі. Низ білувато-сірого кольору. Зовнішні частини ніг посипані кількома коричнюватими або безбарвними волосинами. Хвіст довший голови й тіла, рівномірно темний зі світлішим кінцем і густо вкритий волоссям. Є 14 кілець лусок на сантиметр.

## Поширення, екологія
Цей вид поширений в центральній та східній частині хребта Кордильєри Нової Гвінеї. Він живе в мохових лісах гір між 1900 і 3600 метрів над рівнем моря. Споживає, ймовірно, фрукти і комах.